# ویلیام کوک
ویلیام کوک (به انگلیسی: William Cocke) سناتور سابق عضو حزب دموکرات-جمهوری‌خواه بود. وی در سال ۱۷۹۶ تا ۱۷۹۷ و ۱۷۹۷ و ۱۷۹۹ تا ۱۸۰۵ میلادی سناتور ایالت تنسی در سنای ایالات متحده آمریکا بود.